# Paradisbuske
Paradisbuske (Linnaea amabilis eller Kolkwitzia amabilis) är en tvåhjärtbladig växtart som först beskrevs av Karl Otto Robert Peter Paul Graebner, och fick sitt nu gällande namn av Christenh. Linnaea amabilis ingår i släktet linneor, och familjen Linnaeaceae. Inga underarter finns listade i Catalogue of Life.

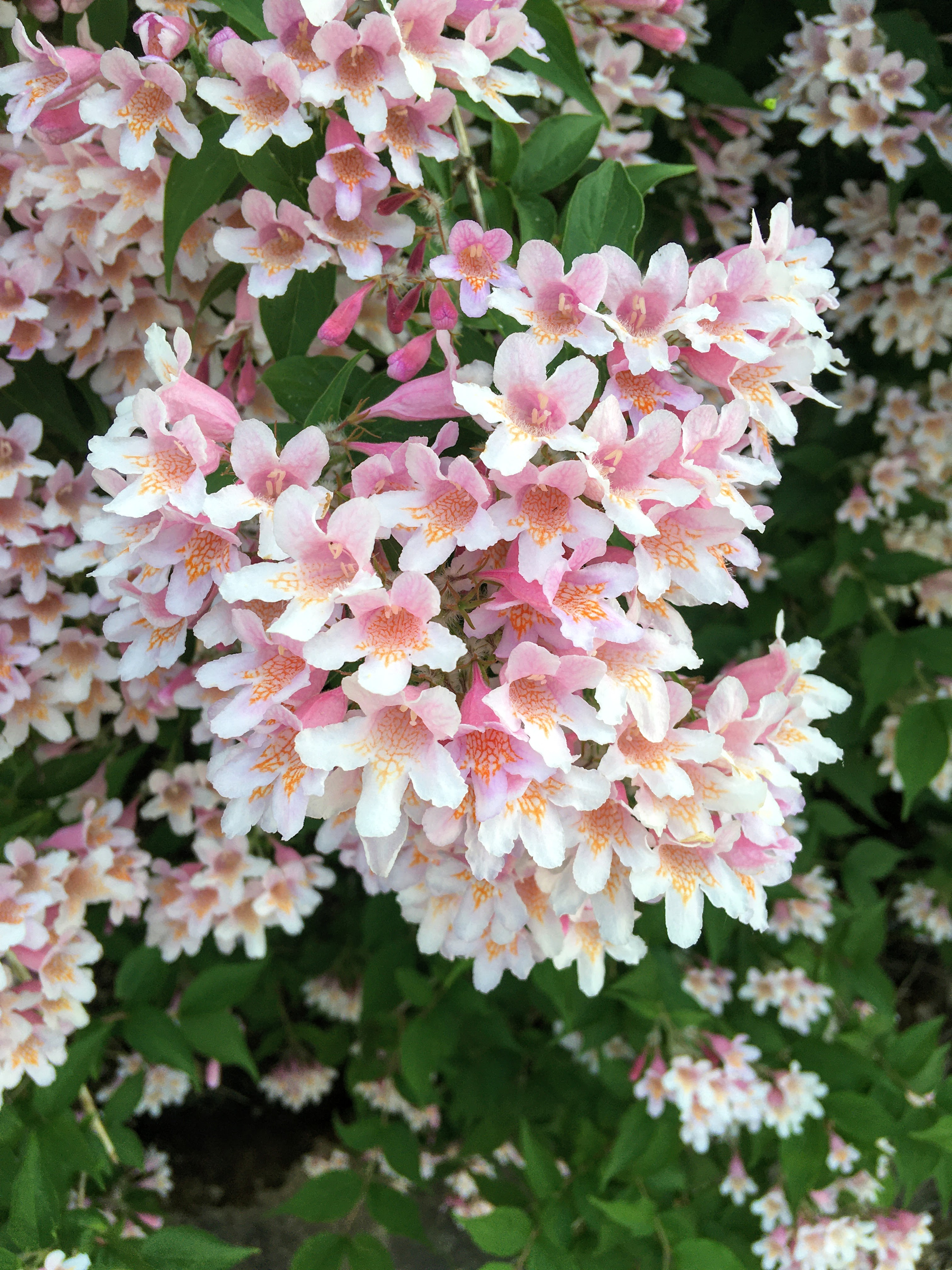